# NGC 928
NGC 928 је спирална галаксија у сазвежђу Ован која се налази на NGC листи објеката дубоког неба.
Деклинација објекта је + 27° 13' 15" а ректасцензија 2h 27m 40,8s. Привидна величина (магнитуда) објекта NGC 928 износи 14,0 а фотографска магнитуда 14,8. NGC 928 је још познат и под ознакама MCG 4-6-50, CGCG 483-60, PGC 9368.